# Shirley (Missouri)
Shirley önkormányzat nélküli település az USA Missouri államában, Washington megyében. 